# Élection au trône de Roumanie de 1866
Vous lisez un « article de qualité » labellisé en 2020.
L’élection au trône de Roumanie de 1866 se produit après la déposition du prince Alexandre Jean Cuza ; elle poursuit l'objectif de donner aux principautés unies de Moldavie et de Valachie un nouveau souverain.
La déposition de Cuza, en dépit de ses réformes majeures qui ont permis d'initier la modernisation des principautés roumaines, a été ourdie par l'alliance de forces politiques et sociales opposées par nature : la « Monstrueuse coalition », soutenue par la Russie, souhaitant le départ du souverain qu'elle accusait de dérive césariste. Sa succession s'avère délicate.
Cette question dépasse le cadre des principautés danubiennes car elle met en jeu l'équilibre politique et les intérêts économiques des principales puissances européennes et également de l'Empire ottoman, suzerain des principautés. Une lieutenance gouvernementale roumaine provisoire est, dès lors, chargée de désigner un nouveau candidat. La conférence intergouvernementale de Paris de 1858 exigeait l'élection d'un souverain indigène, mais le gouvernement provisoire roumain opte d'emblée pour un prince issu d'une dynastie européenne.
Le premier candidat, élu avant même d'en être averti, Philippe de Belgique, comte de Flandre, frère du roi Léopold II, décline presque directement l'offre avancée le 23 février 1866, ne souhaitant pas diriger une « Belgique d'Orient » vassale de l'Empire ottoman. Réunies en conférence à Paris à partir du 10 mars, les chancelleries des puissances garantes européennes se divisent au sujet des principautés danubiennes, fragilisant la situation politique internationale dont les perspectives sont déjà assombries par l'imminence de la guerre austro-prussienne.
Rejetant la candidature trop russophile de Nicolas de Leuchtenberg, les puissances suggèrent plusieurs autres prétendants rapidement écartés. Devançant les tergiversations des chancelleries, le gouvernement roumain se choisit, après des négociations secrètes avec la France et l'Allemagne, son propre candidat. Celui-ci présente le double avantage d'être issu d'une famille francophile et de bénéficier de la bienveillance du roi de Prusse : le prince Charles de Hohenzollern-Sigmaringen est donc élu, à l'issue d'un référendum, par le parlement roumain le 20 avril 1866.
Plaçant l'Empire ottoman devant le fait accompli, le prince prussien accepte et entre officiellement à Bucarest le 22 mai 1866, où il devient « Domnitor » (prince souverain). Sous le nom de Carol Ier, il établit, dans le cadre de la nouvelle constitution roumaine, les prémices du royaume de Roumanie, devenu intégralement indépendant en 1878, et fonde la dynastie des souverains qui règnent sur le pays jusqu'en 1947.

## Contexte

### Réunion des principautés de Moldavie et de Valachie

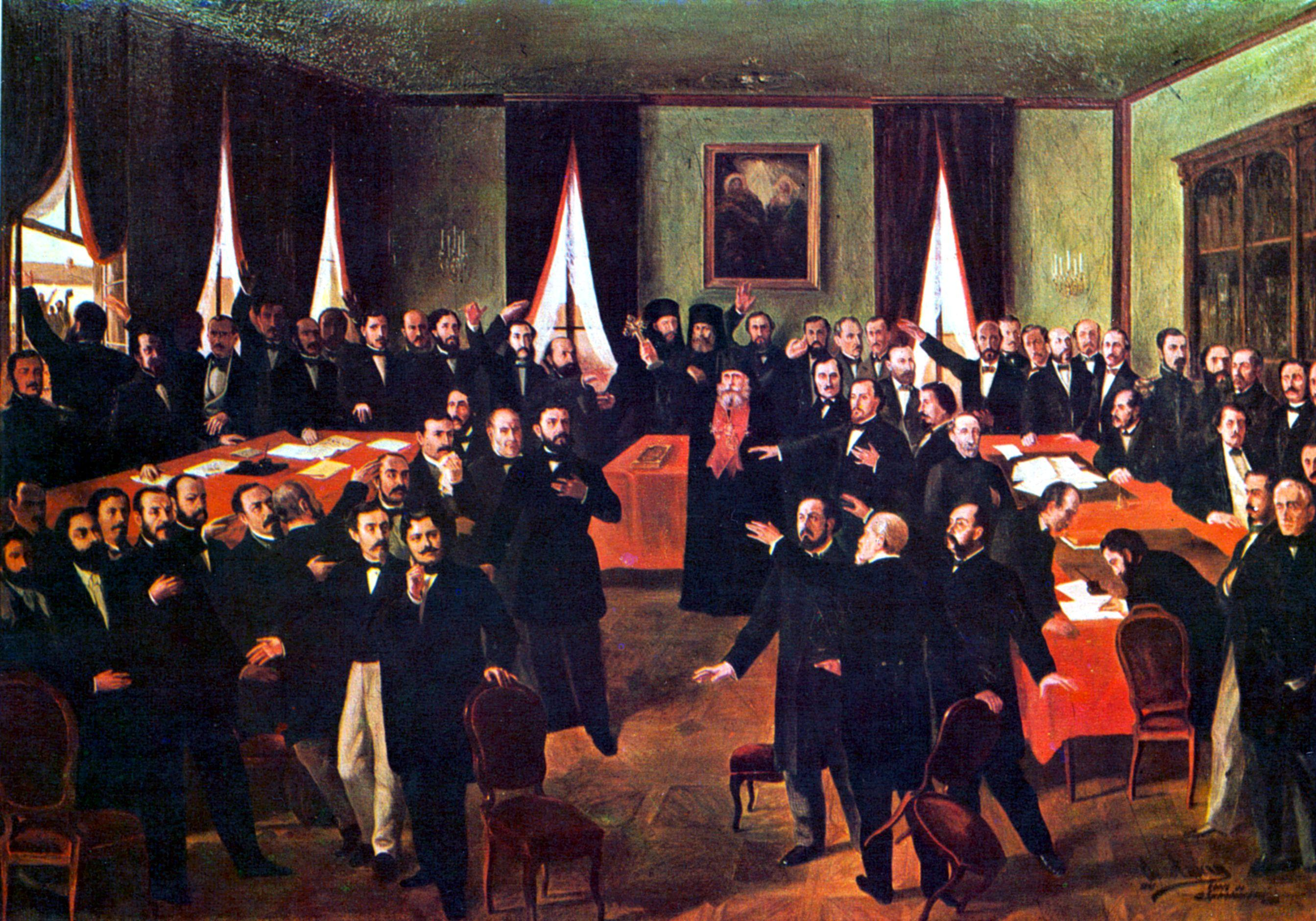
Proclamation de l'unité des principautés moldo-valaques par Theodor Aman.

Après presque quatre siècles de vassalité exclusive envers l’Empire ottoman, les principautés de Moldavie et de Valachie sont placées sous la protection de la Russie par le traité d'Andrinople du 14 septembre 1829, tout en demeurant sous la suzeraineté de l’Empire ottoman. La révolution roumaine de 1848 (essentiellement intellectuelle en Moldavie, mais plus martiale en Valachie) est pacifiquement maîtrisée en Moldavie par l'Autriche, mais sévèrement réprimée par les troupes ottomanes, secondées par des troupes russes, en Valachie.
À l’issue de la guerre de Crimée, le traité de Paris de 1856 confirme l’autonomie des deux principautés, rétrocède à la Moldavie les trois départements méridionaux russes de Bessarabie, mais restreint cette autonomie en la maintenant sous la souveraineté de l'Empire ottoman et sous la garantie des puissances signataires. Les principautés conservent une administration indépendante et nationale, ainsi que la liberté de culte, de législation, de commerce et de navigation.
Après trois mois de réunion entre les puissances garantes et l'Empire ottoman, une convention relative à l'organisation des principautés de Moldavie et de Valachie est signée par la conférence de Paris le 19 août 1858. La convention est ratifiée le 7 octobre suivant par la France, l'Autriche, la Grande-Bretagne, la Prusse, la Russie, la Sardaigne et l'Empire ottoman. Elle stipule que les principautés danubiennes sont désormais appelées « principautés unies de Moldavie et de Valachie » et demeurent sous la suzeraineté du sultan, tout en s'administrant librement sans ingérence ottomane. Les pouvoirs publics sont confiés dans chacune des principautés à un hospodar et à une Assemblée élective.
Trois mois plus tard, le colonel Alexandre Jean Cuza (en roumain Alexandru Ioan Cuza), francophile issu de la classe noble des boyards, mais modeste propriétaire, est élu hospodar de Moldavie le 17 janvier 1859. Ce choix étonne les chancelleries, persuadées qu'il écherrait à Mihail Sturdza, autrefois prince régnant de Moldavie, despote éclairé qui s'était beaucoup enrichi personnellement. Le vote en faveur de Cuza est réitéré en le désignant à l'unanimité également hospodar de Valachie le 5 février suivant.
Cette double élection d'un même hospodar manifeste la volonté des deux principautés d'être désormais unies, animées par la mission de détruire jusqu'au dernier vestige de l'absolutisme du passé. La conférence de Paris d'avril 1859, tenue en vue de régler la question de la double élection de Cuza, valide le fait accompli, mais maintient la séparation administrative des deux principautés. Une nouvelle conférence se tient à Paris en septembre 1859 et valide par un protocole, après avoir pris connaissance de l'autorisation du sultan Abdülaziz, l'acceptation de la double investiture de Cuza. L’Empire ottoman, par le firman (décret royal) du 4 décembre 1861 consacre l'union législative des deux principautés tant que Cuza est en vie, ouvrant ainsi la voie vers l’union législative et administrative des deux principautés. Cependant le sultan refuse qu'elles soient appelées « Roumanie ». Les deux Assemblées moldave et valaque fusionnent le 5 février 1862.

### Règne et réformes d'Alexandre Jean Cuza

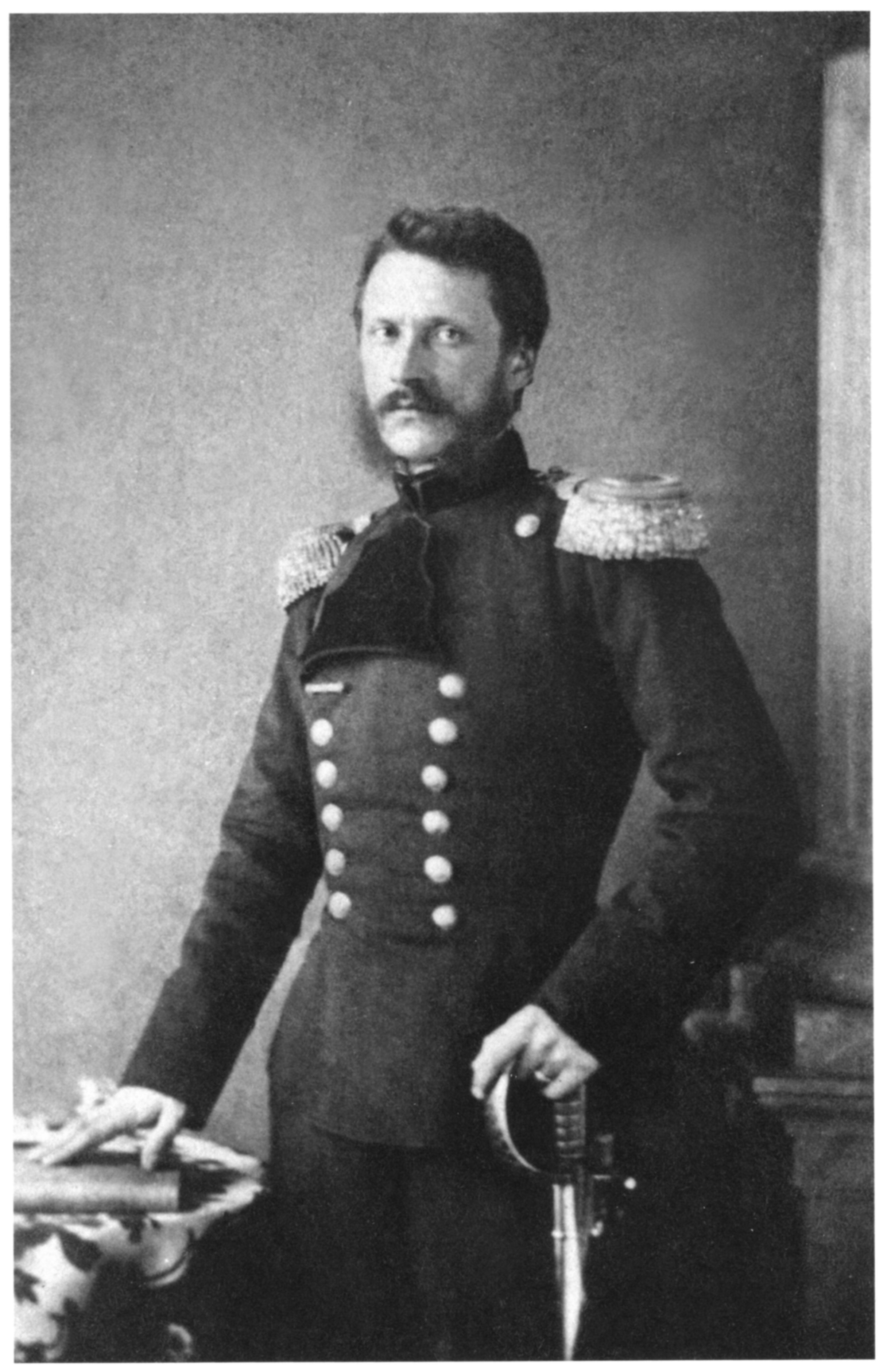
Alexandre Jean Cuza photographié par Carol Popp de Szathmáry.

Si le prince Alexandre manque d'ascendant personnel, il revêt cependant le mérite de choisir des ministres progressistes, figures éminentes de la Renaissance culturelle roumaine comme Vasile Alecsandri, homme de lettres, Carol Davila, chef du service médical de l'armée ou encore Mihail Kogălniceanu, historien et juriste. Cuza constitue ainsi la représentation politique d'une Roumanie désormais unie et décidée à sortir des cadres hérités du Moyen Âge pour entrer dans la modernité. L'image du modèle de la France est très présente en Roumanie. Les liens entre les représentants diplomatiques français dans les principautés roumaines et le nouveau pouvoir de Bucarest sont étroits. Victor Place, le consul français à Iași fait figure de conseiller principal d'Alexandre Cuza.
Assisté par son Premier ministre Mihail Kogălniceanu, un chef intellectuel actif lors de la révolution de 1848, Alexandre Cuza entreprend une série de réformes qui contribuent significativement, en peu de temps, à la modernisation de la société et des structures de l'État roumain.

#### Statut des cultivateurs et de leurs terres
Pour cette nation très peu industrialisée, la source principale de richesse de la Roumanie provient de son agriculture. En décembre 1863, Alexandre Cuza décide la sécularisation des immenses domaines ecclésiastiques appartenant aux 172 monastères dédiés et la confiscation des biens de mainmorte (appartenant à des congrégations et échappant donc aux frais de succession inhérents aux mutations par décès). Ces mesures concernent près d'un quart de la superficie agricole utile qui appartenait aux moines orthodoxes dépendant de la République monastique du Mont-Athos ou du Patriarche de Constantinople, auxquels ils envoyaient une part substantielle de leurs énormes revenus fonciers. Quelques mois plus tard, la réforme agraire d'août 1864 libère les paysans des dernières corvées féodales et leur accorde la liberté de mouvement. Dans un pays qui compte 4 425 000 habitants et 684 000 familles d'agriculteurs, près de 512 000 familles de paysans, deviennent dès lors propriétaires de la terre qu'elles cultivent,.

#### Émancipation des minorités
La sécularisation des biens conventuels et la réforme agraire permettent l'émancipation complète des Roms, désormais délivrés du servage qui les liait à une famille de boyards ou à un monastère. Quant aux Juifs (dont le nombre s'est considérablement accru depuis 1860 après une émigration massive de Pologne et de Galicie en Moldavie), la concession, sous certaines conditions, de droits communaux aux Juifs indigènes par la loi du 31 mars 1864 et la naturalisation de ceux d'entre eux répondant à un certain nombre d'exigences édictées par le nouveau code civil améliorent leur condition et favorisent la reconnaissance de leur communauté. Cependant, dans les faits, aucun Juif n'a été naturalisé durant les deux mois qui séparent la mise en application du code civil et la déposition d'Alexandre Cuza.

#### Réformes politiques et judiciaires
Conséquemment au référendum des 4 et 7 juin 1864, un Sénat est créé le 3 juillet dans les provinces roumaines, qui sont dès lors représentées par un système bicaméral. Son premier président est le primat métropolite de Bucarest Nifon Rusailă. Cette même année, Alexandre Cuza met en œuvre et procède à la promulgation en décembre 1865 d'un nouveau code civil en majeure partie traduit du code civil français de 1804 et également inspiré des lois prussiennes. L'influence juridique française s'est greffée sur le lien socio-culturel franco-roumain. Le code civil influence la société roumaine dans son intégralité ; il prépare les esprits à l'accueil de nouvelles idées françaises matérialisées dans le droit roumain. De prime abord, sa réception dans la majorité rurale roumaine s'avère toutefois ardue en raison de la modernité des dispositions et du langage employé. Concomitamment au nouveau code civil, paraît un code commercial, lui aussi, d'inspiration française. En octobre 1864, le nouveau code pénal abolit la peine de mort et les châtiments corporels modifiant considérablement le paysage juridique roumain.

#### Enseignement et santé

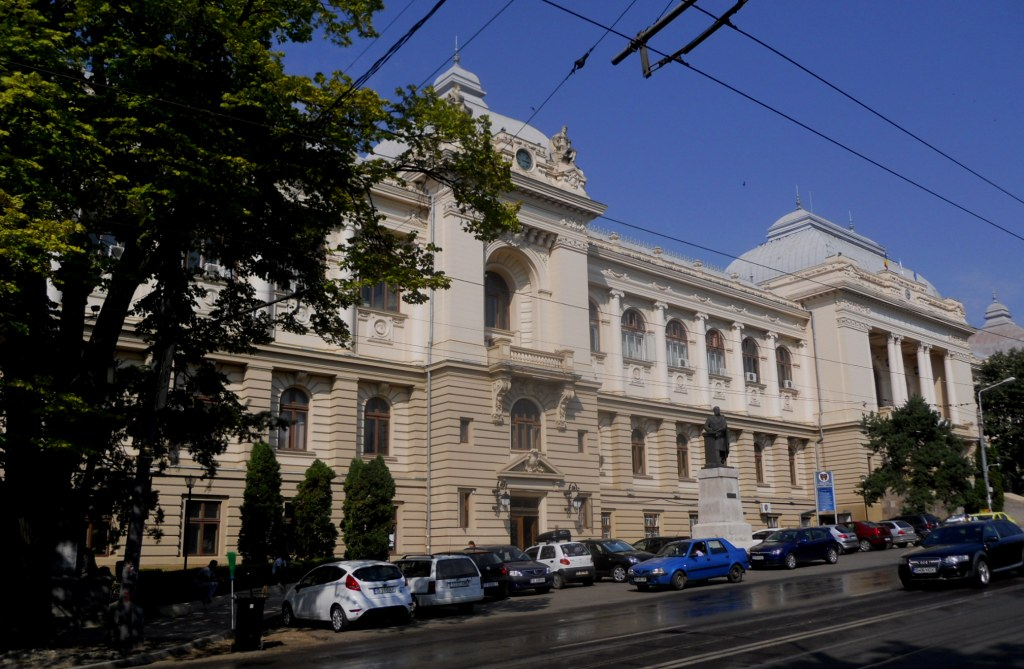
L'université Alexandru Ioan Cuza de Iași.

Cuza œuvre en faveur de l'instauration d'un enseignement public primaire gratuit et obligatoire pour les deux sexes, dans la majorité des communes rurales et de l'organisation d'un enseignement du degré secondaire dispensé dans sept collèges et lycées répartis dans le pays. Il procède à l'ouverture de l'université nationale d'art de Bucarest et d'écoles militaires, de médecine et de pharmacie. Il crée également deux nouvelles universités publiques : l'université Alexandru Ioan Cuza de Iași en 1860 (autrefois Académie Mihăileană composée de trois facultés : droit, philosophie et théologie) et celle de Bucarest en 1864 qui ouvre des facultés de droit, de sciences et de lettres.
Tandis qu'il existe déjà 35 hôpitaux (dont un hôpital pour aliénés et deux instituts destinés aux enfants trouvés) dans le pays relevant de fonds publics (hôpitaux centraux et hôpitaux des districts) ou d'initiatives privées, une nouvelle structure hospitalière, établie à Colentina (quartier de Bucarest), est inaugurée en février 1864 par Alexandre Cuza afin de fêter ses cinq ans de règne. Cet hôpital offre aux patients 100 lits médicaux et chirurgicaux, ainsi qu'un service gratuit de consultations.

#### Développement des communications et de l'armée
Alexandre Cuza initie la réalisation de la première ligne de chemin de fer du pays, grâce à un accord signé en septembre 1865 avec la société britannique Barkley-Staniforth. Longue de 67 km, elle relie Bucarest jusqu'à la ville portuaire de Giurgiu, permettant le transport de produits agricoles jusqu'au Danube, puis vers la mer Noire et d'approvisionner la capitale roumaine en produits d'importation. La ligne est seulement inaugurée en octobre 1869 par Carol Ier. D'autre part, en dépit de ressources financières limitées, Cuza entreprend des travaux d'intérêt public, tel le développement du réseau routier. Parallèlement, Cuza promeut le développement d'une armée roumaine modernisée, en relation opérationnelle avec la France. L'armée roumaine compte alors 45 000 hommes et 12 000 chevaux. Napoléon III, au nom de la défense du principe des nationalités, déploie une mission militaire française au sein de l'armée roumaine de 1860 à 1869. Cuza ne se contente pas de commander des canons à la France, il souhaite une coopération plus étroite. À la demande de Cuza, son ministre des affaires étrangères Vasile Alecsandri se rend à Paris afin de solliciter la venue d'officiers instructeurs français gérant toutes les disciplines de l'art militaire. Napoléon III accepte et promet en outre l'envoi de spécialistes capables de créer des fonderies et des fabriques indispensables à l'armée. En dépit de difficultés administratives, la coopération militaire franco-roumaine s'avère avantageuse pour le développement de l'armée roumaine et accélère le processus d'unification des armées des deux principautés.

### Conséquences des réformes

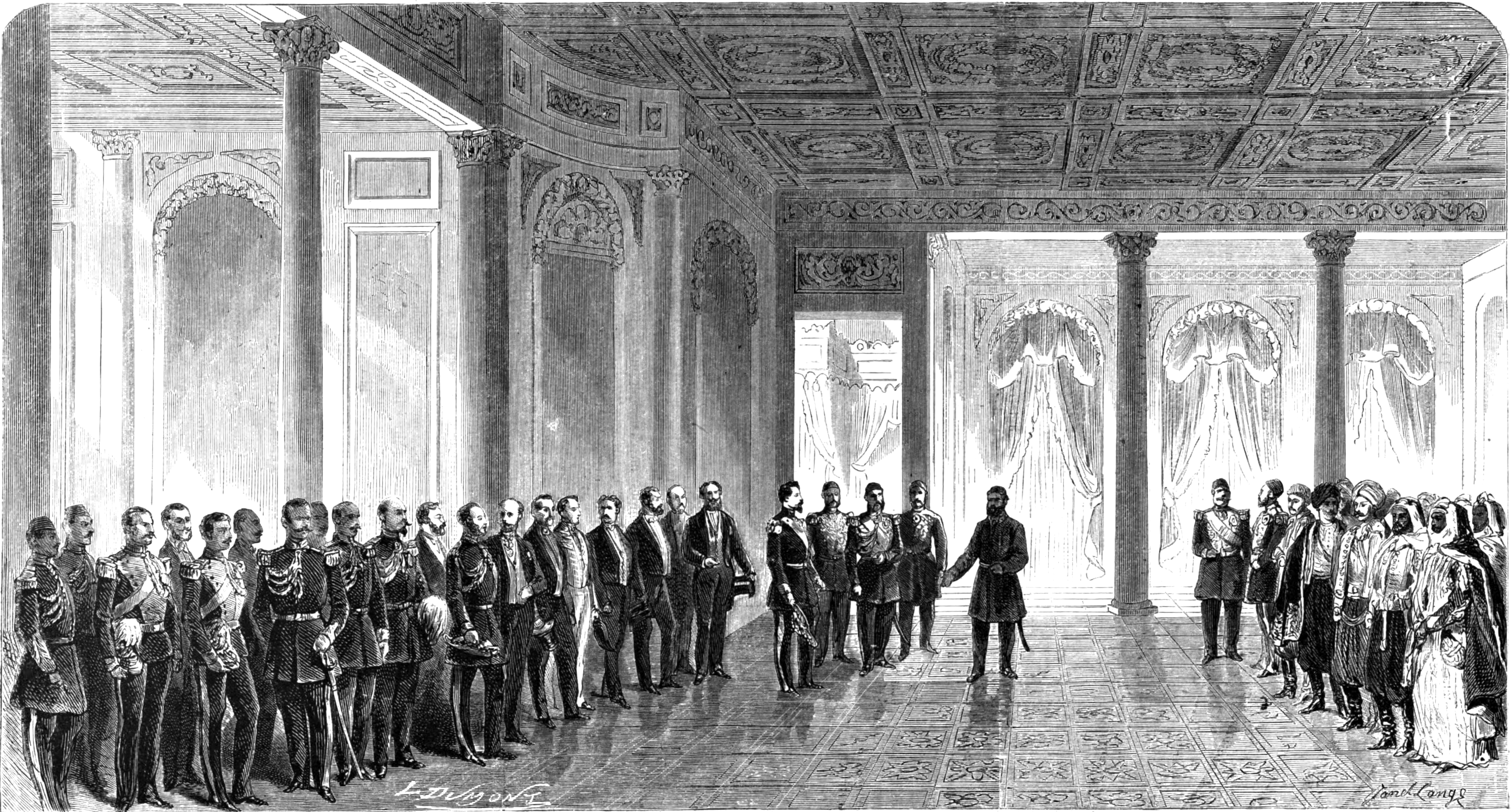
Le Sultan recevant Alexandre Jean Cuza au Palais de Dolmabahçe, d'après un croquis de Carol Popp de Szathmáry en juin 1864.

Ces réformes fondamentales, destinées à « régénérer les principautés danubiennes » et imposées par Cuza pour permettre à la Roumanie d'entrer effectivement dans le XIXe siècle, concernent donc toutes les classes sociales. Toutefois, avant de réussir à imposer ses réformes, Cuza se heurte à l'opposition de nombreux députés. Il parvient au sommet de son pouvoir grâce à ce que d'aucuns dénoncent comme un véritable coup d'État, le 14 mai 1864 : il congédie les députés de l'Assemblée législative par la force militaire car ils refusaient de délibérer sur le projet de loi élargissant considérablement la base électorale. Il ne se borne pas à dissoudre la Chambre, mais décrète motu proprio un article additionnel à la loi électorale par lequel les citoyens roumains sont invités à se prononcer par « oui » ou par « non » sur les mesures émanant de l'autorité seule de l'hospodar. Le référendum lui accorde 682 621 oui contre 1 307 non. En juin 1864, fort de cet appui populaire, Cuza se rend à Constantinople pour que le sultan valide, en accord avec les puissances garantes, les nouvelles institutions qu'il a instaurées : désormais les principautés unies peuvent modifier les lois qui regardent leur administration intérieure. Si Cuza recueille, grâce à sa réforme agraire, un soutien solide parmi la paysannerie qui le considère comme son émancipateur, il exaspère l'opposition des boyards conservateurs qui voient cette loi agraire comme une spoliation et rallient à eux une fraction des « centristes ». En été 1864, à l'acmé de son pouvoir, son régime teinté de césarisme lui aliène plusieurs classes de la population.
Les classes supérieures remettent en cause le principe d'union des deux principautés en octobre 1864. Le 15 août 1865, en l'absence de Cuza, des troubles à l'ordre public éclatent à Bucarest. Ces échauffourées, encouragées par les partis d'opposition intérieure et réprimées par l'armée, sont jugées suffisamment graves (on dénombre 20 morts) pour justifier l'envoi d'une lettre officielle de Mehmed Fuad Pacha, grand vizir ottoman, requérant des explications. Pour leur part, le clergé et les grands bourgeois conservateurs s'opposent également aux réformes. Les plus radicaux, eux, jugent au contraire les réformes insuffisantes et reprochent à Cuza sa propension à composer avec les classes dominantes, allant jusqu'à comparer son règne à une dictature liberticide qui a affamé le peuple après avoir ruiné les propriétaires et supprimé de nombreux emplois administratifs.
Le prince Alexandre a donc échoué dans ses efforts pour créer une alliance entre des paysans prospères et un prince fort et libéral, qui gouvernerait tel un despote bienveillant à la manière de Napoléon III. Une dépression financière due à la spéculation sur les blés, un scandale monté en épingle par le clergé au sujet de sa maîtresse Elena Maria Catargiu-Obrenović, et le mécontentement populaire dû à l'insuffisance, mais aussi à l'incompréhension, de ses réformes aboutissent à une connivence contre-nature entre conservateurs et libéraux radicaux, que les humanistes roumains ont appelé la « Monstrueuse coalition ». Cette alliance est résolue à provoquer l'échec de Cuza et à lui substituer un prince étranger issu d'une dynastie européenne. Les adversaires de Cuza voient grossir leurs rangs ; ils ont déjà envoyé dès le printemps 1864 plusieurs délégations à Paris, Turin, Vienne et Londres pour préparer la déposition de leur souverain. Les jours du régime sont comptés et Cuza songe à abdiquer à la fin de 1865.

### Le spectre du panslavisme
La Russie, qui soutenait jusqu'ici officiellement Cuza, change d'attitude lorsqu'elle voit que le programme de régénération du prince consolide sa position. Faute de pouvoir lancer ses troupes à Bucarest et à Iași, elle tente par d'autres moyens de faire tomber le gouvernement afin de scinder ensuite le pays et d'y imposer un régime à sa convenance. Elle recourt à la subversion et à la propagande en jugeant sévèrement la politique de Cuza et lance, par la voix de ses diplomates et de ses journaux (tels le Journal de Saint-Pétersbourg, L'Invalide russe, ou La Gazette de Moscou), une campagne systématique de dénigrement du gouvernement roumain. Tout en encourageant les fauteurs de troubles en Roumanie, la Russie les dénonce afin de justifier une répression militaire. Cependant, l'Europe craint qu'intervenir dans les affaires roumaines ne ravive la Question d'Orient et ressuscite l'épouvantail du panslavisme qui avait conduit à la guerre de Crimée. Cuza n'est pas dupe et écrit : « Tant que la Russie a pensé que l'union des principautés pourrait devenir une cause d'affaiblissement pour la Turquie, elle a affecté de se montrer favorable à cette combinaison [...], mais lorsqu'elle a vu qu'en se développant, la Roumanie pourrait devenir un obstacle à l'envahissement du panslavisme, elle s'est attachée, au contraire, à tout ce qui entrave notre développement. » En janvier 1866, les journaux russes émettent l'idée d'une sécession de la Moldavie où dans la capitale, Iași, le commerce et les principales institutions se ressentent défavorablement de leur transfert à Bucarest, devenue l'unique capitale des deux principautés. La valeur des biens immobiliers est substantiellement diminuée, provoquant le mécontentement des boyards et des négociants moldaves. En revanche, les paysans moldaves sont reconnaissants envers Cuza qui les a extirpés de leur condition servile. Hormis à Iași, l'idée séparatiste ne rencontre aucun succès dans les autres Județe. Pour sa part, la Russie tente d'effrayer les autorités roumaines en positionnant des troupes le long de la frontière moldave.

### Déposition d'Alexandre Cuza

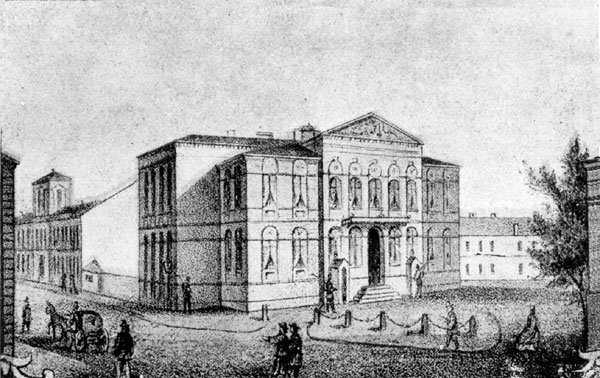
Le palais royal de Bucarest, gravure de J.R. Huber (1866).

Le 22 février 1866 à 4 h du matin, une bande de conspirateurs, bénéficiant de la complicité de militaires, entre dans le palais royal de Bucarest, et enjoint au prince de signer son acte d'abdication. Celui-ci s'exécute sans résistance. Pour sa sécurité, il est retenu durant quelques heures dans une maison de la ville, puis il est accompagné le soir au palais Cotroceni, où il passe la nuit avant d'être reconduit, le surlendemain, à la frontière d'où il se rend à Vienne. 
L'historien Traian Sandu considère que la chute de Cuza relève essentiellement de la collusion entre extrêmes politiques et d'éventuels relais auprès des puissances conservatrices. Pour sa part, l'historien Paul Henry dresse un bilan positif du règne, malgré sa brièveté : « peu de gouvernements ont pu se vanter d'avoir, en cinq ans, réalisé d'aussi profondes, d'aussi importantes, d'aussi décisives réformes. Tout cela n'allait point sans soulever des animosités, jalousies des prétendants au trône dont il gênait les ambitions, rancunes des boyards dépossédés, colères des puissances dont il déjouait les calculs égoïstes ou l'imprévision, inquiétudes du pouvoir suzerain devant le réveil d'une nationalité chrétienne, ressentiment des partis avancés dont il repoussait les utopies, Cuza, en définitive, avait tout bravé pour accomplir ce qu'il considérait comme les destinées de son pays ».

Chefs de la « Monstrueuse coalition » responsable de l'éviction d'Alexandre Cuza
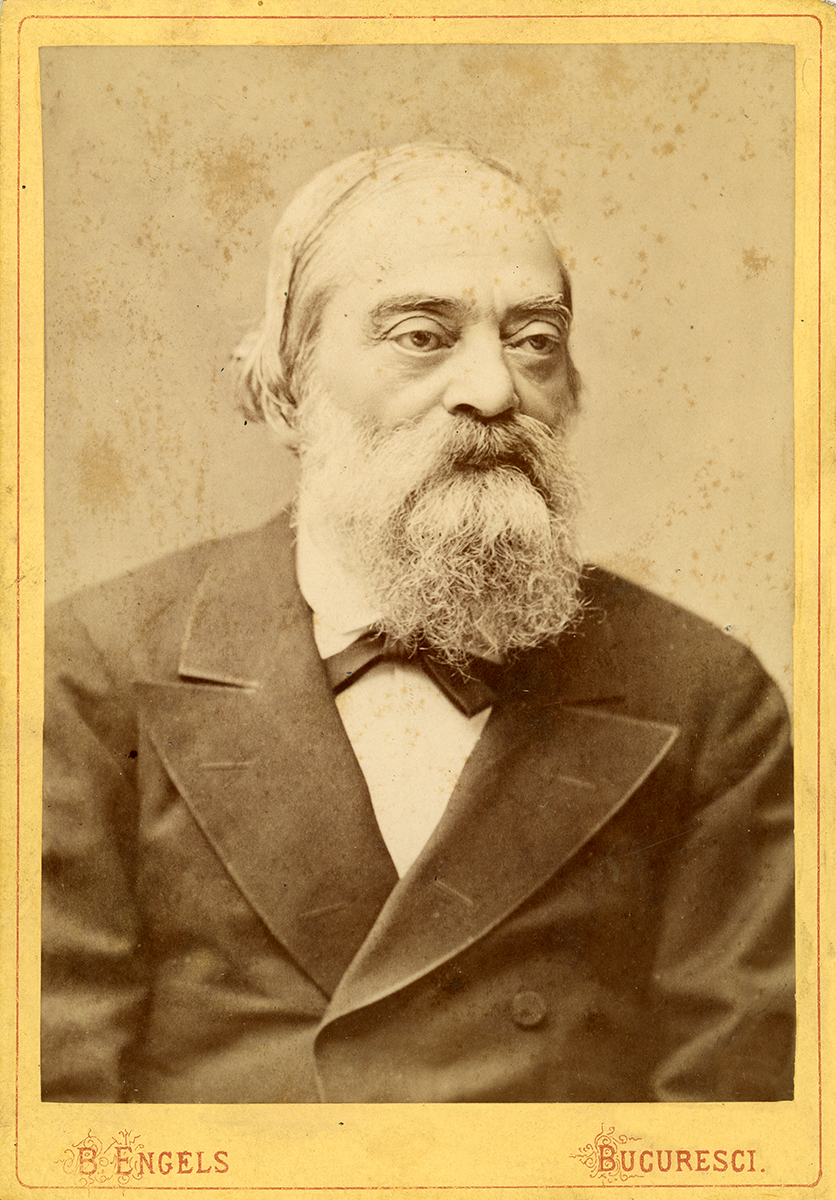
Constantin A. Rosetti (radical)
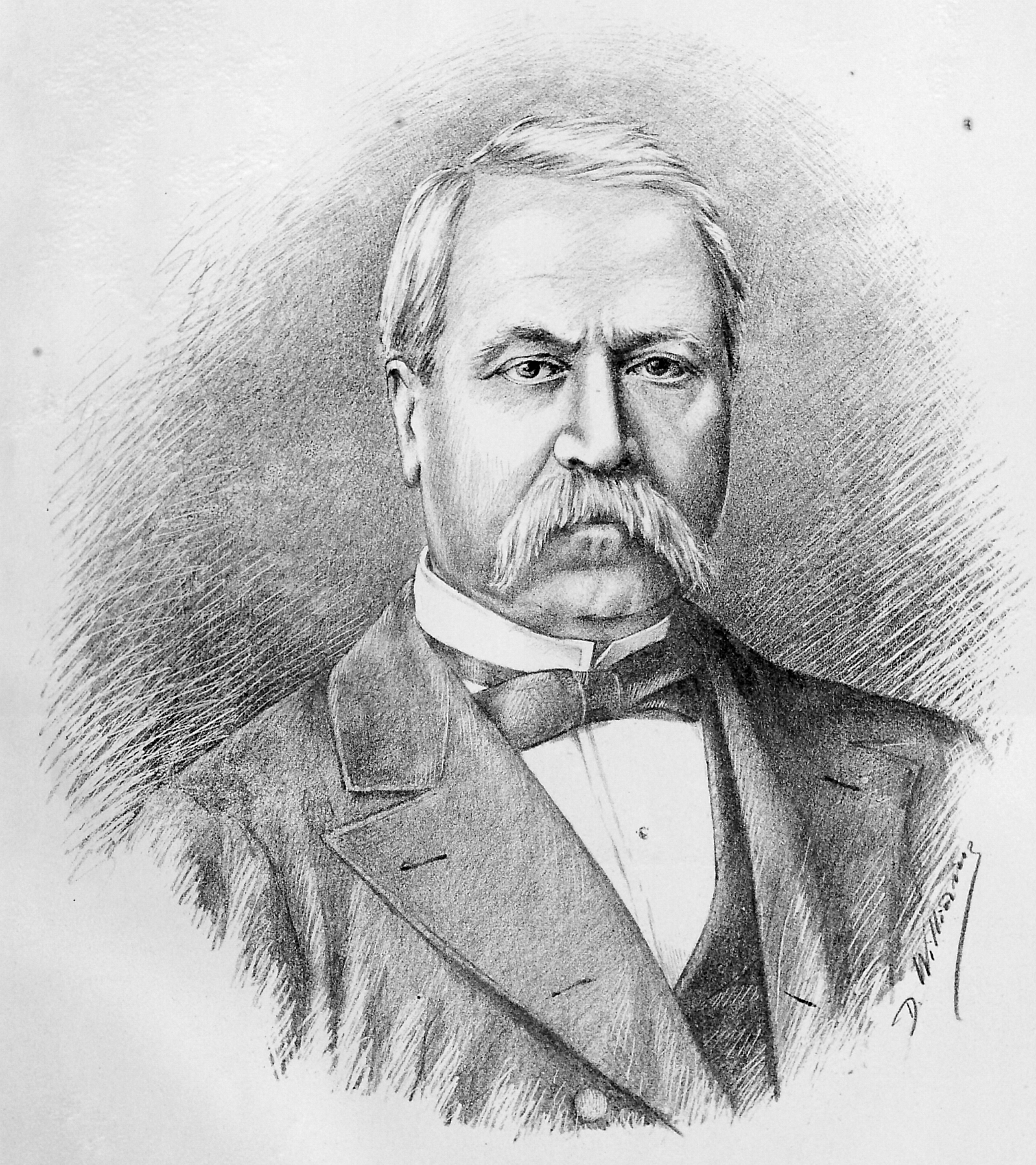
Lascăr Catargiu (conservateur)
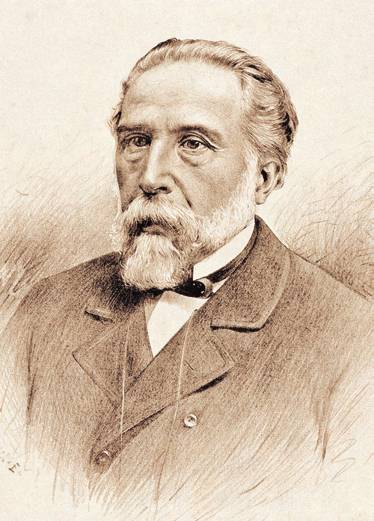
Ion Ghica (libéral modéré)

## Première élection (février 1866)

### Gouvernement provisoire
La déposition du prince Cuza remet en cause les acquis des principautés roumaines : un prince commun, la fusion des administrations et les divans ; tandis que la question de la reconnaissance internationale de l'unité roumaine reste en suspens.
Après le départ d'Alexandre Cuza, les meneurs de la « Monstrueuse coalition » forment un gouvernement provisoire dirigé par Ion Ghica, également ministre des Affaires étrangères, et composé de plusieurs autres membres de la noblesse roumaine évincés au profit de Cuza en 1859 : Dimitrie Ghika (Intérieur) et Jean Alexandre Cantacuzène (Justice), auxquels il faut ajouter Constantin Alexandru Rosetti (Cultes et Instruction publique), Petre Mavrogheni (Finances), Dimitrie Sturdza (Travaux publics) et Dimitrie Lecca (Guerre). La tâche la plus urgente du gouvernement provisoire est d'élire un nouveau souverain en cohérence avec l'adoption d'une nouvelle constitution. L'article 13 de la conférence de Paris de 1858 stipule que peut être élu à l'hospodorat quiconque âgé de trente-cinq ans et fils d'un père né moldave ou valaque, peut justifier d'un revenu de 3 000 ducats, pourvu qu'il ait rempli des fonctions publiques pendant dix ans ou fasse partie des Assemblées. Il existe d'ailleurs en Moldavie un mouvement idéologique fractionniste dirigé par Nicolae Ionescu qui prône l'anti-monarchisme avant même la venue au pouvoir de Cuza. Ionescu a étudié le droit à Paris avant de participer aux révolutions de 1848 à Paris, puis en Roumanie et s'oppose par principe à l'établissement d'un prince étranger à la tête du pays. Toutefois, aux yeux du gouvernement provisoire, le choix d'un prince étranger apparaît comme la meilleure option, mais en confiant le sort de leur pays aux puissances protectrices, les patriotes roumains remettent implicitement en jeu les fragiles acquis de la décennie précédente.

### Élection de Philippe de Belgique

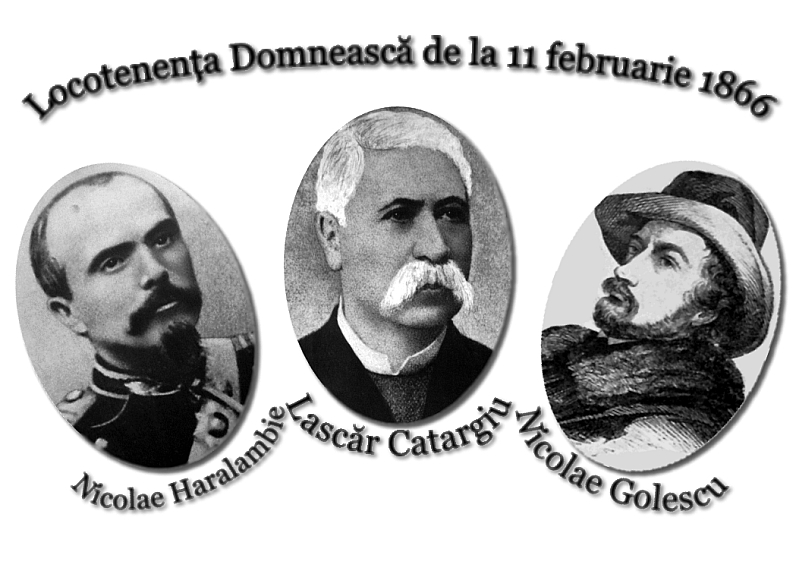
Régence roumaine instaurée en février 1866.

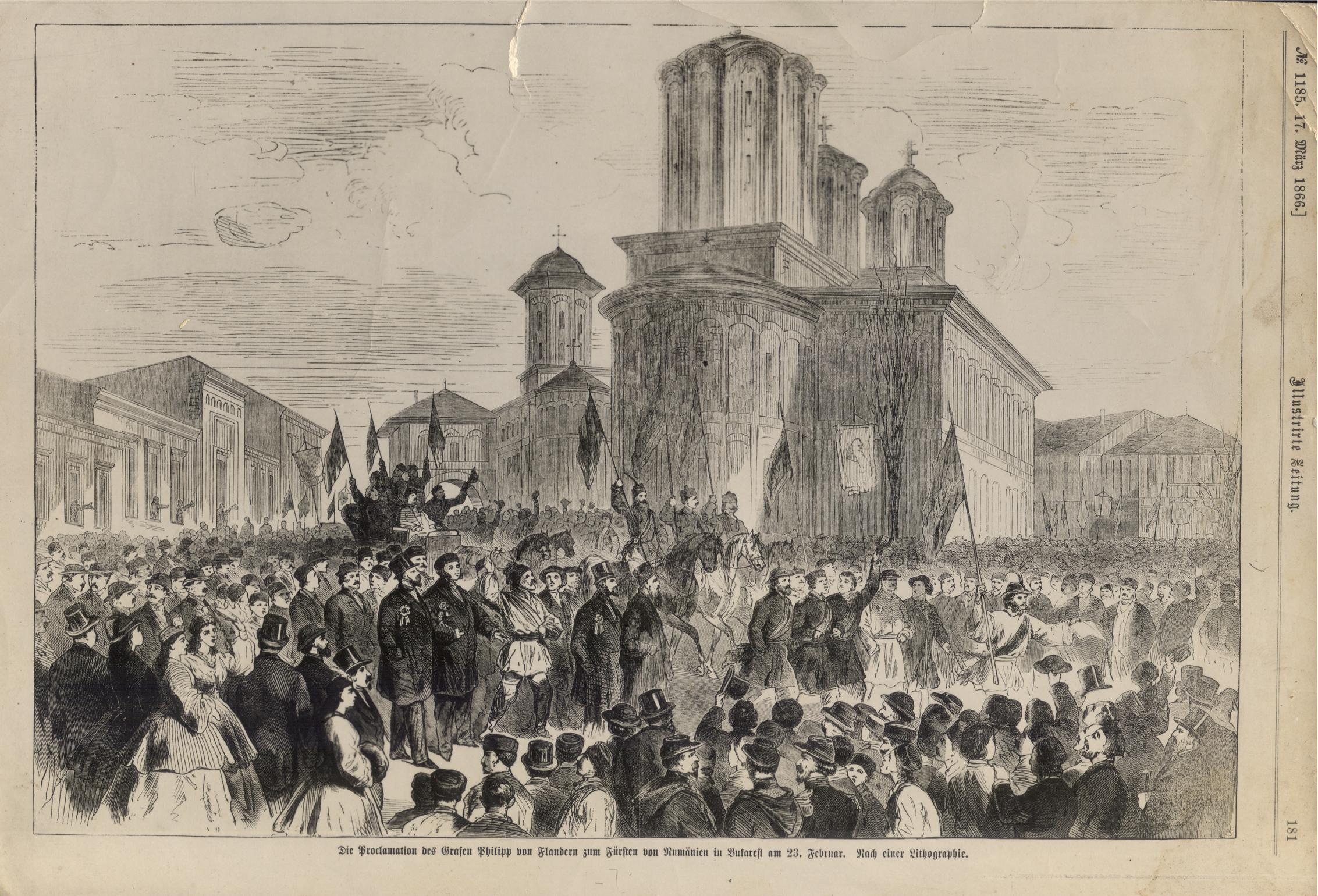
Célébration de l'élection du comte de Flandre au trône de Roumanie à Bucarest le 23 février 1866 (gravure publiée dans lIllustrirte Zeitung, no 1185).

Au petit jour du 23 février 1866, Bucarest est occupé militairement par toute l'armée. Une proclamation affichée et distribuée à la population annonce l'abdication du prince Cuza et la nomination d'une régence (lieutenance princière) sous la forme d'un triumvirat composé par Nicolae Golescu, Lascăr Catargiu et le colonel Nicolae Haralambie. Ce dernier, commandant du Ier régiment d'artillerie, a personnellement participé à la conspiration qui a déposé le prince Cuza. À une heure, les chambres se réunissent pour recevoir la lieutenance et le nouveau ministère. Un député de gauche, Mihail Paplica, ôte et déchire le voile qui couvre le trône au-dessus duquel est gravé le chiffre du prince Cuza. Il arrache l'emblème et le brise sous les acclamations de l'assemblée. À deux heures, le président du conseil Ion Ghika monte à la tribune et propose aux suffrages des sénateurs et députés le nom de Philippe de Belgique, comte de Flandre, suscitant un enthousiasme unanime. Le métropolite primat Nifon Rusailă soutient cette élection et Dimitrie Lecca, ministre de la Guerre, confirme la loyauté de l'armée envers le prince belge. Le chef de l'opposition, le général Christian Tell, se réjouit lui aussi de ce choix qui vient de « sauver le pays de la ruine » et demande que l'on dresse un procès-verbal reconnaissant l'élection.
Les principautés roumaines unies viennent donc d'élire à l'unanimité, sous le nom de Philippe Ier, le second fils du défunt roi des Belges Léopold Ier comme leur Domnitor, espérant qu'il importerait les institutions de son pays et créerait dans le Bas-Danube, grâce à une nouvelle constitution s'inspirant du modèle belge, une sorte de « Belgique de l'est ». Sitôt connue la nouvelle de cette élection, le Journal de Saint-Pétersbourg, organe officieux du ministère russe des Affaires étrangères, publie un éditorial feignant de regretter la chute de Cuza et conseillant au comte de Flandre d'attendre la décision de la conférence diplomatique amenée à se réunir au sujet du devenir des principautés danubiennes. Officieusement, la Russie donne une triple mission à ses agents : veiller à ce que le gouvernement provisoire ne dépasse pas les attributions d'une police locale, n'exercer aucune pression envers ceux qui souhaiteraient le retour à l'ordre ancien des choses et encourager en sous-main le parti séparatiste. Quant aux journaux russes, ils affirment que l'union n'avait pas profité aux principautés et n'avait rencontré aucune sympathie parmi la population moldave. Au vu de ces motifs, la presse russe se déclare en faveur d'élections séparées afin que les vœux populaires puissent réellement s'exprimer. La Grande-Bretagne, occupée par le conflit qui s'annonce entre l'Autriche, la Prusse et l'Italie, considère cette question des principautés roumaines comme accessoire et soutient le statu quo. L'Autriche, trop préoccupée par la guerre qu'elle prévoit avec la Prusse, n'est pas en mesure de faire valoir son point de vue et a besoin d'être assurée de la neutralité française dans son différend avec ses futurs adversaires. 

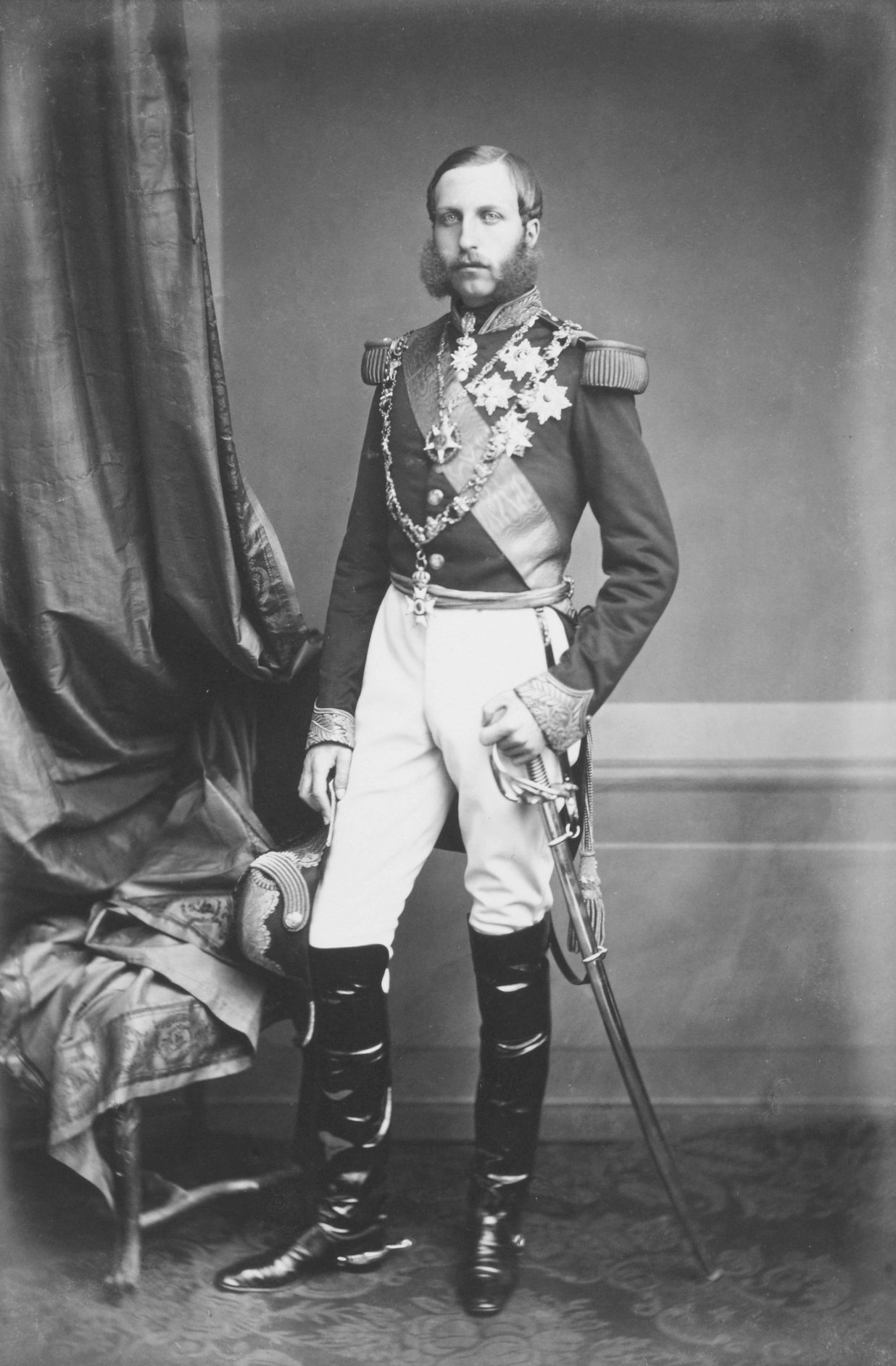
Philippe de Belgique photographié par Louis-Joseph Ghémar en avril 1863.

Déjà en mars 1856, le ministre belge des Affaires étrangères, Charles Vilain XIIII, songeait à ouvrir des consulats dans les principautés danubiennes. Il sollicite le concours d'Eduard Blondeel Van Cuelebroeck, alors diplomate à Constantinople, pour assurer des relations commerciales avec les principautés roumaines devenues indépendantes. Blondeel est soupçonné de vouloir réunir la Moldavie et la Valachie aidé par Jacques Poumay, consul de Belgique à Bucarest, et de soutenir l'idée de faire élire Philippe de Belgique, qui reçoit l'information le 23 mars 1857. Ce dernier ne donne aucune réponse à cette proposition. L'information ayant été éventée, Blondeel doit quitter le poste qu'il occupait à Constantinople.
Le 24 février 1866, Philippe, qui n'a jamais sollicité une telle fonction, la refuse sèchement. Le lendemain, Charles Rogier, le chef de cabinet belge, également chargé des Affaires étrangères, informe Jacques Poumay, le consul belge à Bucarest, de la nouvelle du refus probable du comte de Flandre d'accéder à l'hospodorat roumain et ajoute diplomatiquement, pour expliquer son absence, que le comte de Flandre avait depuis longtemps prévu de passer des vacances à Rome. Partant pour Rome, Philippe s'arrête à Paris et fait part à Napoléon III de sa décision. Ce dernier lui laisse sous-entendre qu'il a fait le bon choix. Le 27 février, Rogier reçoit à Bruxelles la délégation roumaine venue apporter la nouvelle de l'élection. Deux jours plus tard, la délégation apprend que le nouveau roi des Belges Léopold II refuse que son frère s'établisse en Roumanie, précisant que son frère n'était pas ambitieux. Lors même Philippe aurait-il été enclin à accepter l'offre roumaine, le roi des Belges n'aurait pu envisager qu'un petit-fils du roi Louis-Philippe, occupe un trône étranger sans froisser Napoléon III, puissant voisin de la Belgique. On peut considérer que cette offre de février 1866 constitue un ultime effet du prestige dont jouissait en Europe son père, Léopold « le Nestor des souverains », mort deux mois auparavant. C'est seulement de retour d'Italie que le 30 mars 1866 le comte de Flandre annonce formellement son désistement au gouvernement belge et promet sa loyauté au futur souverain. Ce refus est officiellement communiqué à Londres et à Paris. Cette volonté de ne pas jouer un rôle de premier plan s'explique par la personnalité du prince qui cultive le goût de mener une existence relativement exempte de contraintes et également par la surdité dont il souffre depuis sa jeunesse. Il avait d'ailleurs déjà trois ans auparavant écarté toute prétention au trône de Grèce en invoquant l'instabilité de la situation. 
Selon l'expression métaphorique du député Alphonse Vandenpeereboom, « ce trône roumain a été refusé par télégramme sans plus de cérémonie que s'il s'agissait d'une balle de coton ». Quant à Jean-Baptiste Nothomb, ami du prince, il voyait dans l'élection de Philippe un hommage flatteur en sa qualité de Belge, mais estimait que le trône de Roumanie ne serait acceptable que s'il était offert par les six puissances, sans quoi ce serait juste un fauteuil présidentiel.

## Dans l'attente d'un prince

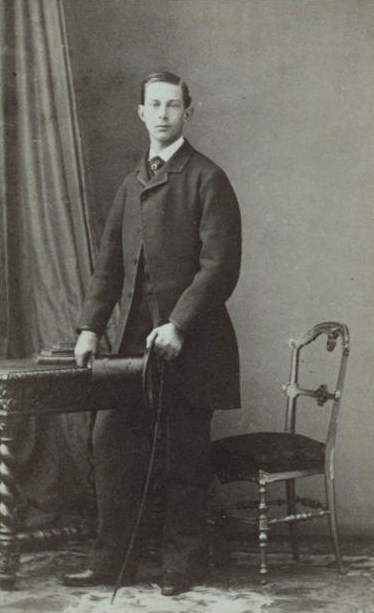
Nicolas de Leuchtenberg, dont la candidature a été évoquée par les chancelleries européennes, photographié par Eugène Disdéri.

### Arbitrage des puissances garantes
Après le désistement de Philippe de Belgique, la succession roumaine reste ouverte au profit de la diplomatie qui s'apprête à se réunir à Paris en mars 1866. Depuis le début de son règne, Napoléon III fait officiellement figure de protecteur des intérêts nationaux roumains, cherchant à insérer entre les Autrichiens, les Russes et les Turcs une « tête de pont » de sa propre influence, en jouant vis-à-vis de l'état roumain naissant le rôle d'arbitre et d'appui. Pourtant la réalité est plus complexe car la politique de l'empereur des Français évolue au cours de la seconde décennie de son règne et interfère avec la question allemande qui se dessine dans un avenir proche.

### Conséquences économiques et menace militaire
Au niveau économique européen, l'incertitude qui subsiste en Roumanie provoque une chute des cours de la bourse de Londres car la Grande-Bretagne a donné un appui matériel important aux principautés en engageant des capitaux destinés à la création de routes, de ponts et à l'accès au commerce des voies navigables à bon marché. Au point de vue militaire, la tension s'accroît autour des provinces roumaines : le sultan demande aux puissances signataires du traité de Paris l'autorisation d'intervenir dans les principautés danubiennes ; tandis que six régiments de cosaques viennent renforcer l'armée russe d'observation, qui stationne à la frontière de la Moldavie. À l'intérieur même des principautés, on signale des mouvements de troupes : des renforts sont envoyés de Bucarest à Iași et un cordon militaire est établi sur la rive droite du Prut.

### Une candidature clivante
Début mars 1866, on évoque une nouvelle candidature étrangère en la personne du duc Nicolas de Leuchtenberg, neveu du tsar Alexandre II de Russie, candidat malheureux au trône de Grèce lors de l'élection royale de 1862-1863 et dont l'accession au trône de Roumanie résoudrait la Question d'Orient en faveur de la Russie. Ce choix d'un prince étranger, de surcroît intimement lié aux Romanov, s'inscrit, lui aussi, en désaccord avec la conférence de Paris de 1858. Trop proche parent du tsar, le duc de Leuchtenberg apparaîtrait inévitablement comme un « gouverneur russe » aux yeux des hommes politiques roumains et des puissances garantes. De plus, l'empereur de Russie affirme qu'il n'accepterait pas qu'un membre de sa famille devînt vassal du sultan. En Grande-Bretagne, Lord William Gladstone annonce à la séance de la chambre des communes du 7 mars que son pays, la Sublime Porte et les puissances protectrices vont se réunir en conférence au sujet de la situation roumaine ; mais d'ores et déjà il avertit ses partenaires que les clauses du traité de Paris de 1856 doivent être respectées.

### Division des puissances garantes

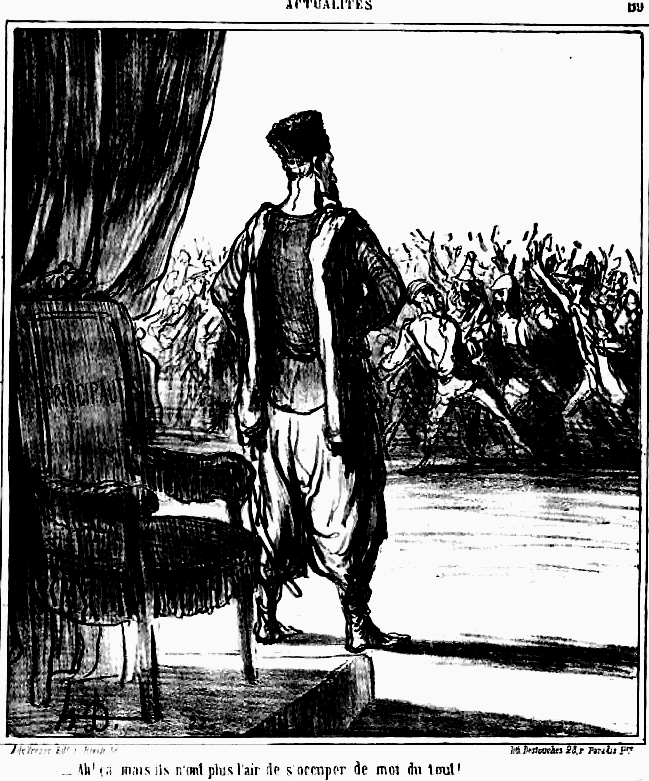
Caricature de la division des puissances garantes par Honoré Daumier dans Le Charivari du 5 mai 1866. Un personnage allégorique représentant les principautés danubiennes s'exclame : Ah ! ça, mais ils n'ont plus l'air de s'occuper de moi du tout !.

La conférence des ambassadeurs mandatés pour régler la question des principautés s'ouvre à Paris le 10 mars et se réunit à cinq reprises jusqu'au 5 avril sous la présidence d'Édouard Drouyn de Lhuys, ministre français des Affaires étrangères, car il représente le pays hôte. La conférence commence par examiner la question de la navigation sur le Danube. Cependant, dès le début, les débats sont parasités par la question prussienne et également par la situation mexicaine où Napoléon III procède au retrait progressif de ses troupes dans l'empire qu'il y avait fondé. Par une circulaire de Drouyn datée du 16 mars, la France demeure officiellement sur sa position en faveur du maintien de l'union des principautés danubiennes, sous l'autorité d'un prince étranger.
L'opiniâtreté de la Russie (représentée à Paris par le baron Andreas von Budberg qui reçoit les directives du ministre des Affaires étrangères Alexandre Gortchakov) à insister sur la séparation des principautés irrite la Grande-Bretagne qui considère que le gouvernement provisoire roumain imposerait finalement ses vues grâce au soutien de la France, de la Prusse et de l'Italie. Durant ces semaines de réunions, les noms de nouveaux candidats surgissent dans la presse. En France, les journaux évoquent le sénateur Lucien Murat comme candidat potentiel, puis d'autres princes sont pressentis : Ferdinand IV, grand-duc déchu de Toscane, Amédée duc d'Aoste, Auguste de Suède, voire Alexandre de Hesse, le frère de la tsarine.
L'inaction et l'indécision de la conférence encouragent le gouvernement provisoire roumain qui, considérant que les Chambres, élues sous le régime de Cuza, ne peuvent légitimement plus représenter les vraies idées du pays, procède à leur dissolution le 30 mars afin d'avoir les coudées franches. Avertie le 5 avril, la conférence ne prend aucune sanction contre ce nouvel acte d'autorité. La proposition anglo-autrichienne, émise le 9 avril, de suspendre les réunions des ambassadeurs à Paris ne rencontre aucune opposition parmi les autres puissances y participant. Cependant, ce n'est que le 25 juin, après la réception d'une note de Gortchakov invitant la Grande-Bretagne à se joindre à la Russie afin de maintenir la paix dans les Balkans, que Budberg propose à Drouyn de Lhuys la clôture officielle de la conférence laquelle cesse dès lors de se réunir.

### Un choix inattendu
Dans sa course contre la faction russophile de Iași, le gouvernement roumain prend l'adversaire de vitesse et, au lieu d'attendre avec soumission qu'on lui désigne un souverain, il s'en choisit un lui-même. Ion Brătianu, l'un des leaders libéraux qui a provoqué la chute de Cuza, établit des contacts secrets à Paris auprès de Napoléon III qui aboutissent à la candidature de Charles de Hohenzollern-Sigmaringen, second fils du prince Charles-Antoine, autrefois ministre-président de Prusse, toujours très influent en Allemagne et dont la famille est partiellement d'ascendance française. Ion Brătianu se rend au château de Jägerhof à Düsseldorf chez les Hohenzollern le 30 mars. Charles de Hohenzollern est non seulement un militaire accompli qui a participé, lors de la guerre des Duchés, à la victoire décisive de Dybbøl, mais aussi un ancien étudiant de l'université de Bonn, où il a suivi des cours d'histoire et de littérature françaises. Il reçoit Brătianu en audience le 31 mars. Le candidat potentiel hésite car accepter signifie se soumettre à la suzeraineté du sultan et, éventuellement, embrasser la religion orthodoxe. Il ne peut d'ailleurs s'engager sans le consentement du roi de Prusse Guillaume Ier, chef de famille des Hohenzollern. Sans délai, le père du candidat potentiel adresse un mémoire au roi de Prusse. Quelques jours plus tard, Charles se rend à la cour de Berlin. Le roi de Prusse n'évoque pas la question roumaine, mais son fils le Kronprinz s'exprime sur le sujet, regrettant que cette proposition émane de la France, tandis que son neveu le prince Frédéric-Charles de Prusse, officier aux idées conservatrices, lui déconseille d'accepter.

## Seconde élection (avril 1866)

### Élection de Charles de Hohenzollern-Sigmaringen

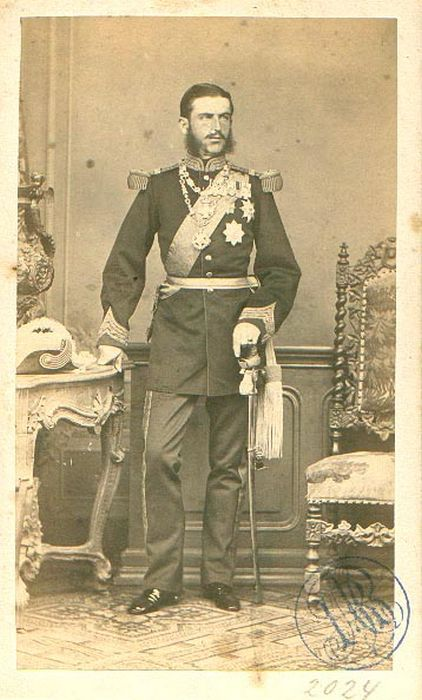
Le prince Charles de Hohenzollern-Sigmaringen photographié par Carol Popp de Szathmáry vers 1866.

Le 13 avril 1866 à Bucarest, des proclamations signées par des membres de la lieutenance princière et du ministère proposent, avant que le candidat ait accepté, de nommer Charles de Hohenzollern prince de Roumanie sous le nom de Carol Ier. Le lendemain est promulgué un plébiscite dont les résultats connus le 20 avril sont les suivants : 685 969 votes favorables contre 224 votes opposés et 124 837 abstentions. Le même jour à Bucarest, les suffrages de l'Assemblée (109 députés appuient les résultats du plébiscite et votent en sa faveur, contre 6 abstentions) valident les résultats du plébiscite et sanctionnent, eux aussi, le choix du gouvernement. Informé de ce succès électoral et de la réponse positive du roi de Prusse, reçue le 16 avril, Otto von Bismarck (alors ministre prussien des Affaires étrangères) suggère au prince Charles, maintenant décidé à tenter l'aventure, de demander un congé de son régiment de dragons et de se rendre directement dans les principautés danubiennes, afin d'y inaugurer son règne. La politique du coup de force assorti d'un légalisme de façade l'emporte donc.

#### Le coup d'État de Iași

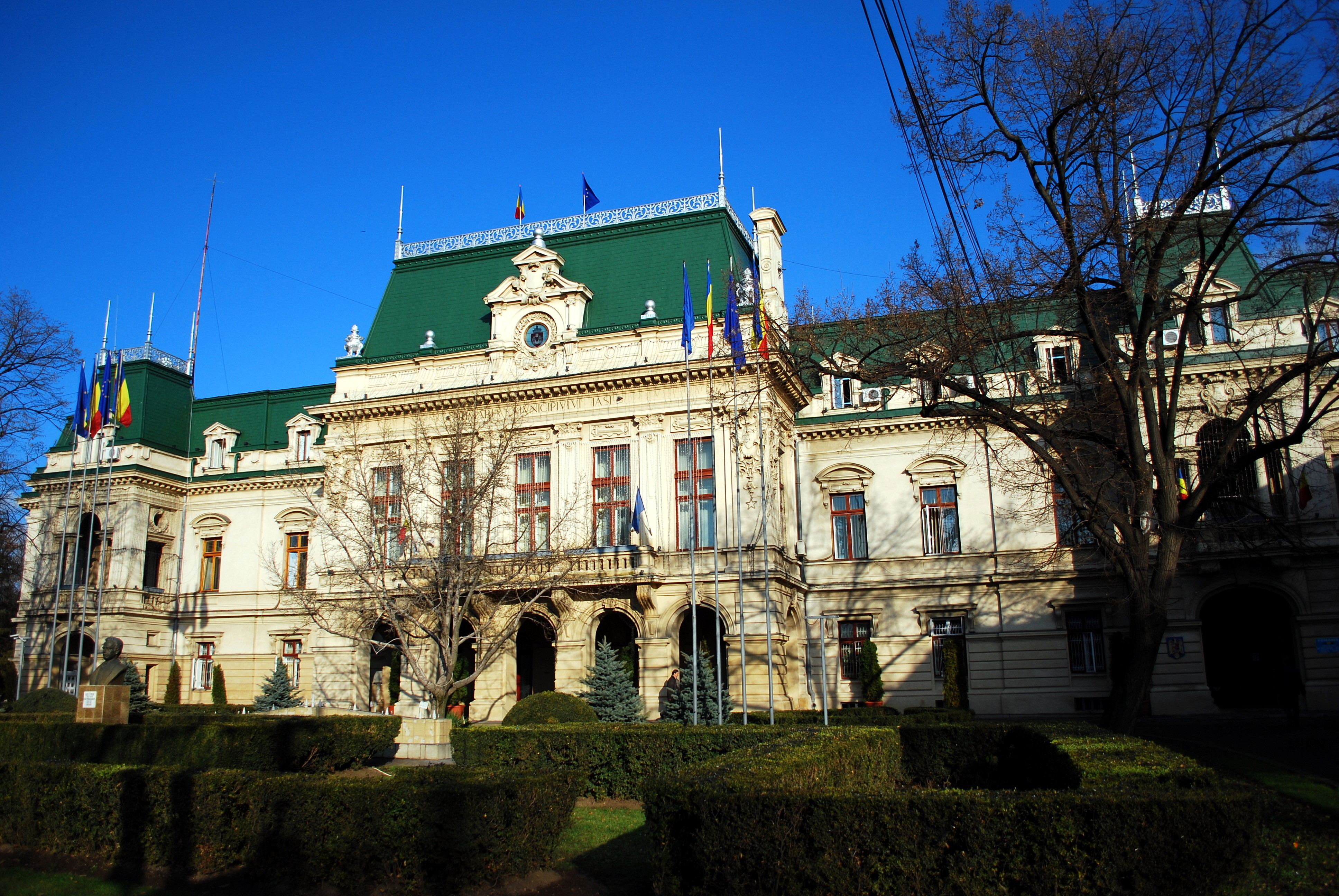
Le palais Roznovanu où furent assaillis les putschistes de Iași le 15 avril 1865.

Si, à Bucarest, la candidature Hohenzollern recueille tous les suffrages, il n'en va pas de même à Iași, où la faction séparatiste russophile prépare un putsch et annonce, début avril, la candidature du juge Nicolae Rosetti-Roznovanu, issu d'une famille ambitieuse de grands boyards, à la tête d'une Moldavie qui deviendrait indépendante. Le gouvernement provisoire de Bucarest mandate Iași Nicolae Golescu, membre de la régence princière, pour apaiser les esprits et s'assurer que les instructions du gouvernement seraient suivies. Rosetti-Roznovanu lui répond qu'il ne peut accepter l'élection d'un prince étranger et se déclare favorable à l'autonomie de la Moldavie. Sa proposition est aussitôt acclamée par l'assistance. Un comité sécessionniste de 16 membres se forme immédiatement en vue de superviser le déroulement des élections à l'Assemblée électorale moldave qu'il prévoit de tenir les 21 et 29 avril pour prononcer sa séparation de la Valachie.
Le 15 avril 1866, après le service religieux du matin, célébré en la cathédrale métropolitaine de Iași, soutenu par plusieurs boyards, des membres de sa famille et par Calinic Miclescu, le métropolite de Iași, Nicolae Rosetti-Roznovanu et ses fidèles se dirigent vers le palais princier en vue de proclamer l'indépendance de la Moldavie et de s'opposer à l'élection de « l'infidèle Carol le catholique ». Selon Le Debatte de Vienne, le directeur de la poste russe aurait harangué la multitude. Les séparatistes (au nombre d'environ 500, dont 200 sujets russes), munis de pierres et de bâtons, sont pourchassés par des lanciers et se réfugient au palais Roznovanu où ils sont assiégés. On dénombre 12 morts et 16 blessés dans les rangs des insurgés en raison de la répression par les forces armées moldaves qui ont tiré après que deux soldats sont tombés,. Après plus de trois heures d'émeutes, Rosetti-Roznovanu, le métropolite Miclescu (qui a fait sonner le tocsin durant les échauffourées et a été blessé) et d'autres conspirateurs, comme Constantin D. Moruzi, boyard et dregător (chancelier) moldave d'origine russe, sont arrêtés et emmenés devant le ministre de la Guerre qui les emprisonne. L'insurrection, provoquée par le mouvement séparatiste moldave, constitue une manifestation séditieuse isolée qui a donc été efficacement écrasée, mettant en évidence la faiblesse momentanée de l'Empire russe.

#### L'annonce à Düsseldorf
Le 25 avril 1866, Ion Brătianu, qui a œuvré activement à l'élection de Charles de Hohenzollern, quitte Bucarest pour se rendre à Düsseldorf, chez les Hohenzollern-Sigmaringen, où il annonce officiellement au prince les résultats officiels du plébiscite du 20 avril 1866 qui lui a conféré l'autorité souveraine, résultats confirmés par le vote unanime des députés roumains. Brătianu a également apporté une importante documentation écrite et photographique sur les principautés que le jeune homme s'apprête à diriger et qu'il ne connaît pas encore. Le 2 mai, la conférence de Paris pour les affaires des principautés danubiennes ordonne l'organisation d'une nouvelle élection à organiser par la Chambre roumaine, mais cette dernière réitère de manière presque unanime le choix du prince de Hohenzollern exprimé par le plébiscite du 20 avril. Quelques jours plus tard, le gouvernement provisoire des principautés moldo-valaques lui confère la naturalisation roumaine.

#### Voyage vers la Roumanie
L'aventure débute par un voyage clandestin. En raison de la situation conflictuelle entre son pays et l'Autriche, c'est déguisé en marchand que Charles de Hohenzollern voyage vers la Roumanie. Le 11 mai 1866, il quitte sa résidence de Düsseldorf et emprunte la ligne de chemin de fer qui effectue un long détour à travers la Suisse où il s'arrête à Saint-Gall et s'y fait délivrer un passeport au nom de Karl Hettingen, 27 ans, marchand. De là, il traverse la Bavière sans s'y arrêter et gagne l'Autriche. Le 16 mai, après avoir adopté le port de lunettes pour modifier sa physionomie, il pénètre à Salzbourg, accompagné par deux amis, voyageant dans des compartiments de seconde classe. Afin d'éviter de lier conversation avec quiconque, il s'absorbe dans la lecture d'un journal qui dissimule son visage dès qu'un employé apparaît à sa portière. Ayant traversé sans encombre Vienne et Pest, villes dangereuses à son incognito, il parvient à Baziaş où il doit prendre un bateau pour descendre le Danube. Cependant, des mouvements de troupes qu'on mobilisait suspendent le service de la traversée. Il est donc contraint de demeurer durant une nuitée dans une auberge plutôt malpropre dans laquelle les hôtes prennent leur repas à la table commune. Certains convives tiennent des propos dépréciatifs sur « Charles de Hohenzollern », prédisant qu'il sera chassé comme Cuza. Le 20 mai, après avoir passé son temps à écrire des lettres et des dépêches, il parvient à s'embarquer avec ses deux compagnons. Assis sur le pont des secondes classes, au milieu de sacs de marchandises, il continue à rédiger sa correspondance. À Orșova, il doit transborder sur un bateau spécialement conçu pour résister au passage des redoutables Portes de Fer. À 4 heures de l'après-midi, après avoir dû bousculer un capitaine lui faisant remarquer que son billet était timbré à destination d'Odessa et voulant l'empêcher de débarquer, Charles foule pour la première fois le sol roumain dans la petite ville portuaire de Drobeta-Turnu Severin. Brătianu s'incline devant lui et lui demande de se joindre à son attelage.

### Inauguration du règne de CarolIer

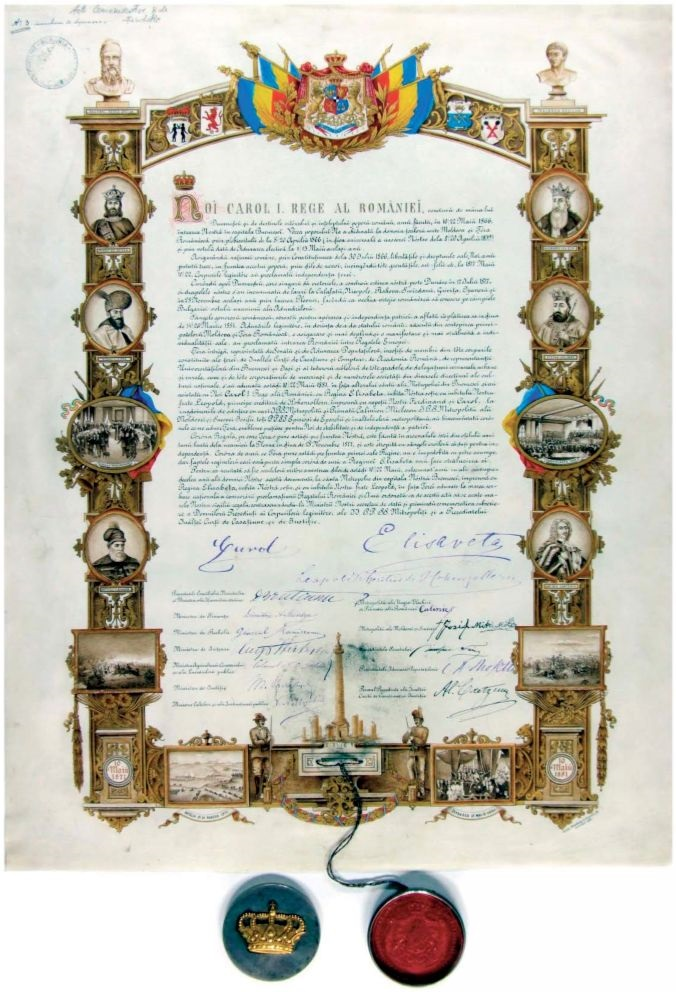
Acte d'intronisation du roi Carol Ier (22 mai 1866).

Le 22 mai 1866 (le 10 mai selon le calendrier julien), Charles, désormais Carol Ier, entre à Bucarest. La nouvelle de son arrivée a été transmise par le télégraphe et il est accueilli par une foule impatiente de voir son nouveau souverain. À Băneasa, village au nord de Bucarest, il reçoit les clés de la ville. Signe prémonitoire, il pleut le jour même, après une longue période de sécheresse. Il prononce à la chambre ses vœux en français : « Je jure de protéger les lois de la Roumanie, de maintenir ses droits et l'intégrité de son territoire ». et adresse quelques mots justifiant son acceptation : « élu par la libre impulsion de la nation comme prince de la Roumanie, j'ai quitté sans hésitation mon pays et ma famille. Je suis roumain maintenant. L'acceptation du plébiscite m'impose des devoirs importants et j'espère les remplir. J'apporte un cœur loyal, des intentions sincères, la ferme volonté de faire du bien, un dévouement sans bornes pour ma nouvelle patrie et un respect inébranlable pour la loi. Je suis prêt à partager les bonnes comme les mauvaises destinées du pays : entre nous tout sera commun. Fortifions-nous par l'unanimité ; tâchons de nous placer à la hauteur des événements. »
La Turquie proteste contre l'installation du prince de Hohenzollern, mais la conférence des principautés danubiennes qui se tient à Paris le 25 mai 1866 se borne à prendre acte de la désapprobation ottomane sans y donner suite. La Russie et la France se prononcent contre toute intervention ; la France ajoutant qu'on devait laisser les événements se développer en Roumanie sans reconnaître le nouveau prince, mais en laissant potentiellement triompher le fait accompli. Quant à la Turquie, malgré sa contestation de l'élection, elle comprend que s'opposer par la force ne ferait que ressusciter une crise en Orient et briserait les liens qui la rattachent à la Roumanie. L'élection du prince de Hohenzollern semble, au contraire, offrir des garanties pour la stabilité de la région. Elle n'intervient donc pas militairement dans les provinces roumaines et se résout à reconnaître le prince Charles de Hohenzollern comme souverain de Roumanie le 8 juillet 1866. De plus, la Turquie accorde le principe de l'hérédité en faveur du prince Charles et de sa descendance en ligne directe.

## Conséquences de l'élection de CarolIer

Animation montrant l'évolution des territoires roumains des origines à nos jours :
Territoires n'ayant jamais appartenu à l'État roumain
Territoires ayant appartenu à un moment ou un autre à l'État roumain ou ayant été administrés par celui-ci
État roumain

### Nouvelle Constitution
Le 13 juin 1866, Carol promulgue la nouvelle Constitution roumaine, s'inspirant du modèle de la constitution belge, considérée comme la plus libérale d'Europe. L'article 82 dispose que « les pouvoirs constitutionnels du prince sont héréditaires dans la descendance directe et légitime de S. A. le prince Charles Ier de Hohenzollern-Sigmaringen, de mâle en mâle, par ordre de primogéniture, et à l'exclusion perpétuelle des femmes et de leur descendance. Les descendants de Son Altesse seront élevés dans la religion orthodoxe d'Orient ».
De son mariage avec Élisabeth de Wied en 1869, Carol n'a cependant qu'une fille, Marie, laquelle meurt avant ses quatre ans en 1874.

### Indépendance de la Roumanie
Carol Ier vise dès le début de son règne à s'émanciper totalement de la tutelle de l'Empire ottoman. En 1877, lorsque l'empire de Russie entre en guerre contre les Ottomans, la Roumanie combat aux côtés des Russes. La campagne militaire est longue, mais victorieuse et permet l'indépendance du pays, reconnue par le traité de San Stefano, puis lors du Congrès de Berlin en 1878. Le nouvel État perd cependant à nouveau le Boudjak au profit de la Russie, mais acquiert les deux tiers de la Dobrogée. Carol est couronné roi du nouveau royaume de Roumanie en mai 1881 et fonde, en désignant comme héritier son neveu Ferdinand, la dynastie des souverains qui règnent sur la Roumanie jusqu'en 1947.